# Bohlinins
Els bohlinins (Bohlininae) són una subfamília extinta de mamífers artiodàctils de la família dels giràfids que visqueren a Àsia i Europa durant el Miocè. Se n'han trobat restes fòssils a l'Aràbia Saudita, Bulgària, Espanya (incloent-hi el municipi anoienc de Piera), Grècia, l'Iraq, el Pakistan, Turquia i el Txad. El seu caràcter diagnòstic són els seus metàpodes llargs i esvelts, que presenten un solc posterior profund que recorre els dos terços proximals de la diàfisi. L'anatomia de les seves potes fa pensar que ocupaven hàbitats de sòl tou.